# ماثيو كوك
ماثيو كوك (مواليد 18 أبريل 1979) هو سبّاح من هونغ كونغ، مثّل بلاده في الألعاب الأولمبية الصيفية 2000.

## روابط خارجية
ماثيو كوك على موقع الاتحاد الدولي للسباحة (الإنجليزية)
- ماثيو كوك على موقع اللجنة الأولمبية الدولية (الإنجليزية)
- ماثيو كوك على موقع أوليمبيديا (الإنجليزية)